# تصميم الأزهار
تصميم الأزهار أو تنسيق الزهور هو فن استخدام المواد النباتية والزهور لخلق تركيبة أو عرض جذاب ومتوازن. وتعود جذور تصميم الأزهار الراقي إلى ثقافة مصر القديمة. وتتضمن تصاميم الأزهار، المعروفة باسم التنسيقات، العناصر الخمسة والمبادئ السبعة لتصميم الأزهار.